# Faroa affinis
Faroa affinis là một loài thực vật có hoa trong họ Long đởm. Loài này được De Wild. mô tả khoa học đầu tiên năm 1903.